# پارک ملی کوکشه‌تاو
پارک ملی کوکشه‌تاو (به قزاقی: Kokshetau National Park) یک پارک ملی در قزاقستان است که در استان آق‌مولا و استان قراغندی واقع شده‌است.